# یوکی اوکادا (بازیکن فوتبال، زاده ۱۹۹۶)
یوکی اوکادا (ژاپنی: 岡田 優希؛ زادهٔ ۱۳ مهٔ ۱۹۹۶) یک بازیکن فوتبال اهل ژاپن است.
از باشگاه‌هایی که در آن بازی کرده‌است می‌توان به باشگاه فوتبال ماچیدا زلویا اشاره کرد.